# Средство за масова информация
Медия пренасочва насам.  За града в САЩ вижте Медия (Пенсилвания).
Средство за масова информация, също средство за масово осведомяване или средство за масова комуникация, масмедия или само медия, е термин, който е използван да означи като клас частта от медиите, насочени към широката аудитория. Терминът масмедия е въведен в употреба през 1920-те години с откриването на националните радиомрежи и излизането на многотиражните вестници и списания.
Основните видове средства за масова информация са:
- традиционните печатни издания – като книгите и периодичните издания (научни сборници, алманаси и пр.);
- печатните медии – вестниците и списанията;
- електронните медии – радиото (радио каналите) и телевизията (ТВ каналите), информационните агенции, интернет (интернет изданията, блоговете) и др.

Фотографията също може да бъде включена в последната група поради това, че в случая тя е средство за визуално представяне на материалите.
Терминът се отнася и до организациите, които контролират всички тези технологии, като телевизионните или радиостанциите, както и издателските компании. Мобилните телефони, компютрите и интернет понякога се наричат с термина медии от ново поколение (New-age Media).
Интернет медиите са в състояние да постигнат масово осведомяване сами по себе си поради многото услуги, които предлагат. Поради тази причина много масови медии днес вече имат присъствие и в интернет, като по този начин се постига по-лесна достъпност.
Външната заобикаляща ни среда също може да представлява форма за масово осведомяване, посредством поставени билбордове, табели, плакати. Формите на публични срещи, митинги и събирания също могат да се разглеждат като форма на средствата за масова информация.

## Журналистика
Журналистиката има за цел да съобщава и предава новините, а също така да изразява и отразява гледни точки и мнения. Тя включва и събирането, анализирането и изнасянето в публичното пространство на информация за актуални събития, личности и тенденции. Журналистиката включва вестниците, списанията, радиото и телевизията, а в последните 15 – 20 г. интернет и напопоследък мобилния телефон.
Според тематиката, с която се занимава, журналистиката може да бъде разследваща, културна, спортна, парламентарна, криминална и други. Под същото название в учебните програми на университетите фигурира и специалността, която студентите изучават.

## Връзки с обществеността
Връзки с обществеността (Пъблик рилейшънс), съкратено „ПР“ и разговорно „пиар“ е сфера, занимаваща се с поддържането на публичния имидж на известни или публични личности, организации и програми. Това е дейност, която създава взаимоизгодни взаимоотношения между дадена организация и нейните потребители, от които взаимоотношения зависи нейният успех или провал.
Дейностите свързани с ПР включват изказвания на конференции, сътрудничество с медиите, кризисни комуникации, социални медии, както и лични връзки с работещите в дадена организация. За разлика от рекламата, при която има еднопосочна връзка, при пиара целта е да има взаимоодействие, да съществува и обратна връзка.

## Електронни медии

### Радиоразпръскване

#### Радио
Радиото е способ, позволяващ преноса на сигнали чрез модулиране на електромагнитни вълни. Чрез радиовълни се пренасят звук, изображение и данни, но масово е възприето по-тясното значение, а именно пренасянето на звук. Радио за кратко може да се нарича и самия радиоприемник, а понякога и радиопредавателят, както и комбинираните приемно-предавателни радиостанции. Популярното име на радиоприемник, основан на транзисторна (или интегрална) технология, е транзистор.
То е сред основните средства за масова информация, което предава и разпространява основно говор и музика. Предприятие, чиято основна дейност е създаването и разпространение на радиопрограми, се нарича радио оператор (често просто радиостанция или само радио). Тя организира производството на радио програми, като съчетава усилията на журналистиката, музиката, образованието, киното, операта и театъра в процеса. Частните радиостанции се издържат главно от реклама, а обществените се издържат основно от правителствена субсидия или от събирането на такси и дарения. Първата организация, имаща за основна дейност обществено радиоразпръскване е британската корпорация Би Би Си, създадена през 1922 г.

#### Телевизия
Телевизията е телекомуникационна технология за приемане и предаване на разстояние на движеща се картина, черно-бяла или цветна (видео), обикновено придружавана от синхронизиран звук. От гледна точка на разпространението на информация телевизията е едно от средствата за масова информация. За разпространението на телевизионния сигнал се използва термина „телевизионно разпръскване“. За телевизионното разпръскване е необходимо да се осъществят три процеса: заснемане (преобразуване на светлината в електрически сигнали; предаване (трансмисия) на електрическите сигнали по преносната среда и тяхното приемане; обратно преобразуване на електрическите сигнали в светлинни импулси, пресъздаващи оптическото изображение на обекта.

### Кино
Кинофилмът е разказ, история, реализирана и разказана чрез бързо сменящи се изображения на екран. Те се създават чрез записване на поредица от фотографски снимки, чрез използване на анимация или чрез други техники за визуални ефекти. Филмите най-често са предназначени за показване по телевизията или в кината.
Филмите играят важна роля в културния живот – като изкуство, като източник на забавление и като средство за образоване и информация. Визуалните и музикални елементи на филмите са универсално разбираеми, а преводът на текстовото им съдържание чрез дублаж или субтитри дава възможност за тяхното международно и универсално разпространение. Съществуват игрални и документални филми. Наименованието идва от факта, че в зората на киното първите филми са записвани и прожектирани с помощта на фотографски филми, фотографски ленти.

### Интернет
Интернет е глобална система от взаимносвързани компютърни мрежи, която обслужва милиарди потребители по целия свят. Тя представлява де факто преплетени мрежа от мрежи, съставена от милиони частни, обществени, академични, търговски и държавни мрежи, свързани помежду си чрез сложна система електронни и оптически мрежови устройства и съоръжения. Интернет служи за пренасяне на голямо разнообразие от информационни ресурси и услуги – снимки, научна информация, филми, електронна поща и други.
Телефонните или телевизионните услуги стават основа съответно на интернет телефонията и интернет телевизията, а издаването на вестници е трансформирано в уебсайтове, блогове и фийдове. Интернет позволява или ускорява възникването на нови форми на общуване между хората, като интернет форуми, нюзгрупи и социални мрежи.
Корените на Интернет са в 60-те години на 20 век, когато Съединените щати финансират изследователски проекти на различни военни институции, целящи изграждането на устойчиви разпръснати компютърни мрежи. Тази дейност поставя началото на международни усилия за развитието на нови мрежови технологии, което довежда до комерсиализирането на международната мрежа в средата на 1990-те години и популяризирането на множество нейни приложения в практически всяка област на съвременния живот.

### Мобилни телефони
Мобилният телефон е електронно телекомуникационно средство. Повечето съвременни мобилни телефони се свързват към клетъчна мрежа от базови станции, която от своя страна е свързана с обществена телефонна мрежа или сателит. Освен стандартните гласови функции мобилният телефон може да поддържа и множество допълнителни услуги като SMS (кратки текстови съобщения), достъп до Интернет и MMS (за изпращане и получаване на снимки, звуци и видео).

### Издателска дейност
Издателската дейност е синоним на публикуване или с други думи процесът на издаване на написан материал. Той може да бъде книга, справочник, статия във вестник и т.н. Това което позволява на автора на произведението да достигне до неограничен кръг читатели.
С издателската дейност се свързва разпространението на печатни издания като книги и вестници, но развитието на интернет през последните десетилетия прибавя нови области и нови възможности включвайки електронните източници, като например електронни версии на книги и периодични издания, а също и уеб страници, блогове, видео игри и други. Някои автори имат възможността сами да публикуват произведенията си.

#### Книги
Книгите са печатни произведения с научно или литературно съдържание, с броширани или подвързани листа. Те се създават в печатници, а разпространението им се нарича книгоразпространение. Продават се в книжарници, а могат да се вземат под наем в библиотеки. Книгата може да е с меки или твърди корици, а напоследък и електронни издания.

#### Списания
Списанието е периодично печатно или електронно издание. Както вестниците, така и списанията са с определена тематика и са адресирани до определена група читатели. За разлика от вестниците обикновено има по-малък формат, по-голям обем, страниците са скачени, има корици и по-рядка честота на излизане. С навлизането на компютърната обработка много от списанията се отпечатват на луксозна гланцирана хартия, с висококачествен печат и фотографии и изобилстват от рекламни послания.

#### Вестници
Вестникът е печатно или електронно периодично издание, най-често ежедневно или ежеседмично. Вестникът съдържа новини, мнения и анализи, както и реклами. Неспециализираните вестници обикновено публикуват информация за местни или национални политически събития и личности, за престъпността, бизнеса, културата, обществения живот и спорта. Повечето традиционни издания съдържат и рубрики с редакционни статии и с лични мнения на избрани автори. Вестникът е първото модерно средство за масова инфромация, възникнало през XVII век в Европа.
До началото на XX век вестниците са най-бързо реагиращото на актуални събития средство за информация. С появата на електронните медии (радио, телевизия, Интернет) вестниците губят първенството си в актуалността на информацията, но в продължение на десетилетия продължават da съществуват успоредно с тях. Днешните повечето вестници често имат сайтове онлайн.